# 마스다역
마스다역(일본어: 益田駅)은 일본 시마네현 마스다시에 있는 서일본 여객철도의 철도역이다. 산인 본선의 소속 철도역이며, 이 역을 종점으로 하는 야마구치 선을 더해 2개의 노선이 운행하고 있다.

## 역 구조
2면 3선의 승강장을 가진 지상역이다. 하마다 철도부 관리의 직영역이다.
| 플랫폼    | 노선          | 방향 | 행선지                          |
| --------- | ------------- | ---- | ------------------------------- |
| 1 · 2 · 3 | ■ 산인 본선   | 상행 | 이즈모시 · 마쓰에 · 요나고 방면 |
| 1 · 2 · 3 | ■ 산인 본선   | 하행 | 히가시하기 · 나가토시 방면      |
| 1 · 2 · 3 | ■ 야마구치 선 | -    | 쓰와노 · 신야마구치 방면        |

### 화물 취급
- 현재는 임시 차급 화물만을 취급하고 있기 때문에 화물 열차의 발착은 없지만, 1997년까지 전용선 발착의 차급 화물을 취급하고 있어 화물 열차의 발착이 있었다.
- 전용선이 야마구치 선에 병행해, 역 서쪽의 다카쓰 강에 향했던 장소에 있는 다이와보 레이온 공장으로 연결되고 있다. 레이온 제조에 필요한 진한 황산이나 이황화탄소. 가성소다와 같은 화학 약품이나 공장연료용의 중유의 입하가 탱크 차를 사용해서 행해지고 있다. 2007년 8월 기준으로, 선로는 아직 남아지고 있다.

## 이용 현황
| 승차 인원 추이 | 승차 인원 추이 |
| 연도           | 1일 평균       |
| -------------- | -------------- |
| 1999           | 1,036          |
| 2000           | 1,002          |
| 2001           | 1,002          |
| 2002           | 1,003          |
| 2003           | 982            |
| 2004           | 911            |
| 2005           | 828            |
| 2006           | 757            |
| 2007           | 730            |
| 2008           | 734            |
| 2009           | 714            |
| 2010           | 660            |

## 역 주변
- 마스다 시청
- 마스다 세무서
- 마스다 상공 회의소
- 니시 이와미 농업협동조합
- 기누야 마스다 쇼핑센터
- 산인합동은행
- 시마네 은행
- 다카쓰 강

## 인접 역
| 서일본 여객철도 산인 본선   | 서일본 여객철도 산인 본선 | 서일본 여객철도 산인 본선 |
| --------------------------- | ------------------------- | ------------------------- |
| 이와미쓰다 요나고 방면      | ■ 산인 본선               | 도다코하마 하타부 방면    |
| 서일본 여객철도 야마구치 선 |                           |                           |
| 혼마타가 신야마구치 방면    | ■ 야마구치 선             | 시·종착역                 |